# Best Company
Best Company is een Italiaans kledingbedrijf opgericht in 1982 in Carpi door de ontwerper Olmes Carretti (1948-).

## Geschiedenis
In de jaren 1980 was Best Company bekend door zijn kleurige sweatshirts. Deze werden door de zogenaamde paninari, modebewuste jongeren in Milaan in de jaren 1980, gedragen om zich te onderscheiden. De sweatshirts werden gecombineerd met andere kledingartikelen en merken zoals gewatteerde jassen, jeans, riemen en laarzen van onder andere Moncler, Henry Lloyd, Rifle, Avirex, Stone Island en El Charro. 
In de jaren 1990 raakte het merk uit de gratie en werd overgenomen door Milanese holding Fin.part. In 2002 werd het overgenomen door de Cisalfa-groep, die tevens de exclusieve distributeur was. In 2017 werd de wereldwijde licentie voor het merk aan Falis 2014 verleend, dat het merk nieuw leven inblies dankzij een samenwerking met oprichter Olmes Carretti.